# Климович, Владислав Тадеушевич
Владисла́в Таде́ушевич Климо́вич (бел. Уладзіслаў Тадэвушавіч Клімовіч; род. 12 июня 1996[…], Минск) — белорусский футболист, нападающий клуба «Диошдьёр».

## Карьера

### Клубная
Воспитанник Оршанский академии ЮНИ. Первый тренер — Геннадий Сигизмундович Неверовский. С 2013 года выступал за клуб БАТЭ, сыграл за него два матча в чемпионате Беларуси.
В первой половине 2015 года выступал за дублирующий состав БАТЭ, а в августе был отдан в аренду в клуб «Ислочь». Был игроком основного состава. В декабре вернулся в Борисов.
В марте 2016 года был отдан в аренду в латвийскую «Елгаву». В июле перешёл в гродненский «Неман» на правах аренды, однако провёл только пять матчей, после чего получил травму и выбыл до конца сезона. По окончании сезона 2016 вернулся в БАТЭ, однако в феврале 2017 года был вновь отдан в аренду гродненцам до конца сезона 2017. Во время выступления за «Неман» переквалифицировался с нападающего в опорного полузащитника. В начале сезона 2017 выходил на замену, позднее закрепился в стартовом составе, стал одним из основных игроков команды.
В январе 2018 года, вернувшись из аренды, стал тренироваться с БАТЭ, однако вскоре перешёл в «Торпедо-БелАЗ», где был игроком основного состава.
В январе 2020 года по окончании контракта покинул жодинскую команду. Вскоре подписал контракт с минским «Динамо». Закрепился в стартовом составе и стал одним из основных игроков команды. В декабре 2020 года продлил контракт с динамовцами. В сезоне 2021 оставался одним из основных игроков минчан.
В январе 2022 перешёл в венгерский клуб «Дьирмот». 29 января 2022 года дебютировал за свой новый клуб в матче против клуба «Гонвед», где сам футболист вышел в стартовом составе и отыграл всю игру, а сам матч закончился победой со счётом 1:0.
В июне 2022 года футболист покинул венгерский «Дьирмот» и вскоре подписал контракт с кипрским клубом «Неа Саламина». Дебютировал за клуб 26 августа 2022 года в матче против «Кармиотисса», также забив свой дебютный гол, тем самым открыв счёт в матче. В июне 2023 года по окончании срока действия контракта покинул кипрский клуб.
В июле 2023 года футболист стал игроком венгерского клуба «Диошдьёр». В сезоне-2024/25 отыграл 29 матчей во всех турнирах, набрал 2+3 по системе «гол+пас». По окончании двухлетнего контракта покинул команду. В июле 2025 года вернулся в жодинское «Торпедо»-БЕЛАЗ спустя 5,5 лет. Помимо того, в переходе игрока было заинтересовано минское «Динамо».

### В сборной
Выступал за юношескую сборную Беларуси. В декабре 2014 года вызван в молодёжную сборную Беларуси.
9 ноября 2017 года дебютировал за национальную сборную Беларуси, отыграв второй тайм товарищеского матча против Армении (1:4).

## Достижения
БАТЭ
- Чемпион Беларуси: 2014
- Обладатель Суперкубка Беларуси: 2015
- Обладатель Кубка Беларуси: 2015

«Ислочь»
- Победитель Первой лиги: 2015

«Елгава»
- Обладатель Кубка Латвии: 2016

«Динамо» (Минск)
- Бронзовый призёр чемпионата Беларуси: 2021